# نری منتی نیانگوارا
نری منتی نیانگوارا (به انگلیسی: Nery Mantey Niangkouara) (زادهٔ ۱۴ مارس ۱۹۸۳) شناگر اهل یونان است.